# Ейнштейн Карл Михайлович
Карл Михайлович Ейнштейн (нар. 27 жовтня 1883, Везенберзький повіт Естляндської губернії, тепер Естонія — 28 квітня 1957, місто Москва, Російська Федерація) — український радянський діяч, народний комісар соціального забезпечення Української СРР. Кандидат у члени Ревізійної Комісії КП(б)У в квітні 1923 — травні 1924 р.

## Біографія
Народився в родині робітника. Трудову діяльність розпочав одинадцятирічним підлітком на Івановській паперовій фабриці. Потім працював робітником Невського суднобудівного заводу в Санкт-Петербурзі.
Член РСДРП(б) з 1904 року.
З 1905 року — в російській армії, служив у Білгородському стрілецькому полку у Варшаві, входив до соціал-демократичної військової організації.
Після демобілізації працював робітником суднобудівного заводу на Большой Охті, брав участь у революційній діяльності та страйковому русі. Тричі заарештовувався, два роки був на засланні.
З 1917 року — слюсар телефонно-телеграфного заводу в Москві. Після Лютневої революції 1917 року — голова Замоскворіцького районного комітету РСДРП(б) Москви, член правління Спілки металістів, член більшовицької фракції Замоскворіцької районної ради. 27 червня — 2 липня 1917 року — голова Замоскворіцької районної ради Москви. Брав участь у захопленні більшовиками Москви у жовтні 1917 року.
У 1918 році — «червоний директор» Московського телефонно-телеграфного заводу.
З літа 1918 року — в Червоній армії: військовий комісар полку, військовий комісар бригади 18-ї дивізії 6-ї армії РСЧА, воював на Північному фронті.
У 1919 році — військовий комісар Семеновського повіту Нижньогородської губернії. Арештовувався на місяць місцевою Надзвичайною комісією (ЧК) за «білогвардійство».
У 1922—1923 роках — заступник народного комісара соціального забезпечення Української СРР, член колегії Народного комісаріату соціального забезпечення УСРР.
У 1923—1924 роках — народний комісар соціального забезпечення Української СРР.
Потім — на адміністративно-господарській роботі в Москві. Член Товариства старих більшовиків.
На пенсії в Москві, де й помер. Похований на Новодівочому цвинтарі Москви.